# 八阪神社 (和泉市)
八阪神社（やさかじんじゃ）は、大阪府和泉市にある神社。

## 由緒
旧南王子村（八坂町）の鎮守社として文政年間に造営される。
小栗街道に面した鳥居横には高札場跡がある。

## 周辺
西教寺